# Denis Pjeshka
Denis Pjeshka (Scutari, 28 maggio 1995) è un calciatore albanese, difensore o centrocampista del Flamurtari Valona.

## Biografia
Ha un fratello più piccolo Paulo anch'egli calciatore, che gioca nel Flamurtari Valona.

## Carriera

### Club
Il 18 agosto 2019 viene acquistato a titolo definitivo dalla squadra albanese del Flamurtari Valona, con cui sottoscrive un contratto annuale con scadenza il 30 giugno 2020.

## Statistiche

### Presenze e reti nei club
Statistiche aggiornate al 25 maggio 2025.
| Stagione                 | Squadra                  | Campionato               | Campionato | Campionato | Coppe nazionali | Coppe nazionali | Coppe nazionali | Coppe continentali | Coppe continentali | Coppe continentali | Altre coppe | Altre coppe | Altre coppe | Totale | Totale |
| Stagione                 | Squadra                  | Comp                     | Pres       | Reti       | Comp            | Pres            | Reti            | Comp               | Pres               | Reti               | Comp        | Pres        | Reti        | Pres   | Reti   |
| ------------------------ | ------------------------ | ------------------------ | ---------- | ---------- | --------------- | --------------- | --------------- | ------------------ | ------------------ | ------------------ | ----------- | ----------- | ----------- | ------ | ------ |
| apr.-giu. 2013           | Vllaznia                 | KS                       | 1          | 0          | CA              | 0               | 0               | -                  | -                  | -                  | -           | -           | -           | 1      | 0      |
| 2013-2014                | Vllaznia                 | KS                       | 0          | 0          | CA              | 0               | 0               | -                  | -                  | -                  | -           | -           | -           | 17     | 0      |
| 2014-2015                | Vllaznia                 | KS                       | 11         | 0          | CA              | 6               | 0               | -                  | -                  | -                  | -           | -           | -           | 17     | 0      |
| 2015-2016                | Vllaznia                 | KS                       | 19         | 1          | CA              | 2               | 0               | -                  | -                  | -                  | -           | -           | -           | 21     | 1      |
| 2016-2017                | Vllaznia                 | KS                       | 25         | 1          | CA              | 5               | 1               | -                  | -                  | -                  | -           | -           | -           | 30     | 2      |
| 2017-2018                | Vllaznia                 | KS                       | 21         | 0          | CA              | 1               | 0               | -                  | -                  | -                  | -           | -           | -           | 22     | 0      |
| Totale Vllaznia          | Totale Vllaznia          | Totale Vllaznia          | 77         | 2          |                 | 14              | 1               |                    | -                  | -                  |             | -           | -           | 91     | 3      |
| 2018-2019                | Laçi                     | KS                       | 1          | 0          | CA              | 0               | 0               | UEL                | 0                  | 0                  | SA          | 0           | 0           | 1      | 0      |
| 2019-2020                | Flamurtari Valona        | KS                       | 26         | 2          | CA              | 1               | 0               | -                  | -                  | -                  | -           | -           | -           | 27     | 2      |
| 2020-2021                | Teuta                    | KS                       | 5          | 0          | CA              | 2               | 0               | UEL                | -                  | -                  | SA          | -           | -           | 7      | 0      |
| 2021-2022                | Flamurtari Valona        | KP                       | 0          | 0          | CA              | 6               | 1               | -                  | -                  | -                  | -           | -           | -           | 6      | 1      |
| 2022-2023                | Flamurtari Valona        | KP                       | 23+1       | 1+0        | CA              | 2               | 0               | -                  | -                  | -                  | -           | -           | -           | 26     | 1      |
| 2023-2024                | Flamurtari Valona        | KP                       | 25+1       | 5+0        | CA              | 2               | 0               | -                  | -                  | -                  | -           | -           | -           | 28     | 5      |
| 2024-2025                | Flamurtari Valona        | KP                       | 29         | 5          | CA              | 2               | 0               | -                  | -                  | -                  | -           | -           | -           | 31     | 5      |
| 2025-2026                | Flamurtari Valona        | KS                       | 0          | 0          | CA              | 0               | 0               | -                  | -                  | -                  | -           | -           | -           | 0      | 0      |
| Totale Flamurtari Valona | Totale Flamurtari Valona | Totale Flamurtari Valona | 103+2      | 13+0       |                 | 13              | 1               |                    | -                  | -                  |             | -           | -           | 118    | 14     |
| Totale carriera          | Totale carriera          | Totale carriera          | 186+2      | 15+0       |                 | 29              | 2               |                    | 0                  | 0                  |             | 0           | 0           | 217    | 17     |